# Esferas de Dandelin

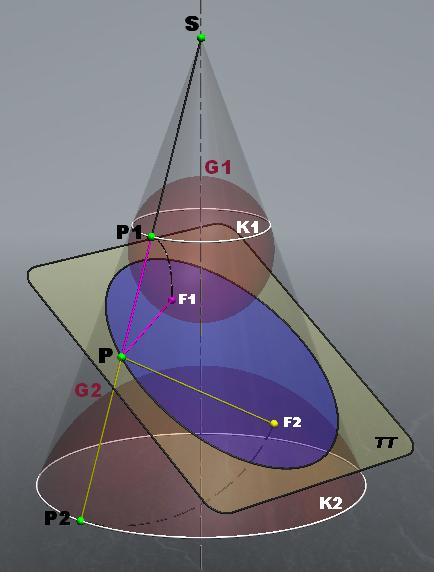
Las esferas de Dandelin G1 y G2 tocan al plano π que se interseca con el cono en F1 y F2 respectivamente, cayendo siempre estos puntos en la zona (azul claro) interior al cono.

En geometría, a las curvas formadas por la intersección (no degenerada) de un plano con un cono se les llama secciones cónicas. Siempre existen una o dos esferas interiores al cono que son simultáneamente tangentes al plano y al cono, estas son las denominadas esferas de Dandelin. El punto en el que cada una de estas esferas toca al plano es un foco de la sección cónica. A veces también son llamadas esferas focales.
Las esferas de Dandelin fueron descubiertas en 1822.  Fueron nombradas así en honor al matemático belga Germinal Pierre Dandelin, aunque a Adolphe Quetelet a veces se le da también crédito parcial. Las esferas de Dandelin pueden ser usadas para probar al menos dos importantes teoremas. Ambos teoremas eran ya conocidos unos 15 o 16 siglos antes de Dandelin, pero él hizo más sencillo el modo de probarlos.
El primer teorema es que una sección cónica cerrada (es decir, una elipse) es el lugar geométrico de los puntos tales que la suma de las distancias a dos puntos fijos (los focos) es constante. Esto ya era conocido por los antiguos matemáticos griegos como Apolonio de Perga, pero las esferas de Dandelin facilitan la prueba de dicho teorema.
El segundo teorema es que para cualquiera de las secciones cónicas, la distancia de un punto fijo (el foco) es proporcional a la distancia desde una línea fija (directriz), la constante de proporcionalidad es la llamada excentricidad. Una vez más, este teorema ya era conocido por los antiguos griegos, como Pappus de Alejandría, pero las esferas de Dandelin nuevamente facilitan la prueba.

## Prueba de que la curva tiene suma constante de distancias a los focos
La ilustración muestra a un plano π intersecándose con un cono sólido de una manera tal que se forma una superficie (la de color azul claro) cuyo perímetro es una curva cerrada. Muestra además las dos esferas de Dandelin, la G1 por encima de la superficie del plano π, y la G2 por debajo de la misma. La intersección de cada esfera con el cono es un círculo k1 y  k2 (ambos de color blanco).
- Cada esfera toca al plano π de la superficie de intersección en un punto de tangencia, y vamos a llamar a estos dos puntos F1 y F2.
- Sea P un punto cualquiera de la curva perimetral cerrada de la superficie de intersección.
- Hipótesis: La curva perimetral cerrada (perteneciente al plano π) de la superficie de intersección es una elipse.

- Prueba: La suma de las distancias  d(F1, P) + d(F2, P) se mantiene constante para cualquier posición que adopte el punto P a lo largo de la curva.
  - Una línea (generatriz) que pasa por P y por el vértice S del cono se interseca con los círculos k1 y k2 en los puntos P1 and P2.
  - Si se mueve P a lo largo de la elipse, también se moverán P1 y P2 a lo largo de los dos círculos.
  - La distancia de F1 a P es la misma que la distancia de P1 a P, por ser PF1 y PP1 líneas que se intersecan en P y además ser tangentes a una misma esfera G1.
  - Del mismo modo, la distancia de F2 a P es la misma que la distancia de P2 a P, por ser PF2 y PP2 líneas que se intersecan en P y además ser tangentes a una misma esfera G2.
  - En consecuencia, la suma de las distancias d(F1, P) + d(F2, P) debe ser constante a medida que P se mueve a lo largo de la curva porque la suma de las distancias  d(P, P1) + d(P, P2)  también se mantiene constante.
    - Esto se deriva del hecho de que P se encuentra en la recta de P1 a P2, y la distancia de P1 a P2 se mantiene constante.

  - Si (como ocurre a menudo) se toma la definición de la elipse como el lugar geométrico de los puntos P tal que  d(F1, P) + d(F2, P) = 2a (siendo 2a una constante igual al eje mayor), entonces el argumento anterior demuestra que la intersección del plano π con el cono es en realidad una elipse.

El resultado de esta demostración no es novedoso, ya era conocido desde la época de Apolonio de Perga (ca. 262 AD – ca. 190 AD), lo que si resulta novedoso es la sencillez con la que demuestra lo mismo utilizando otro método, la construcción geométrica de las esferas de Dandelin. Este es un caso clásico de aplicación de la navaja de Ockham en la matemática.
El hecho de que la intersección del plano π con el cono sea simétrica respecto de la mediatriz de la línea a través de F1 y F2 puede a veces resultar un tanto contra-intuitivo, pero esta construcción geométrica (esferas de Dandelin o focales) junto con los argumentos ya expuestos lo deja muy claro.
Adaptando la demostración ya expuesta para la elipse se consigue hacerlo funcionar como demostraciones válidas también para hipérbolas y parábolas como las intersecciones de un plano π con un cono.
Otra adaptación que funciona (aunque solo para elipse y círculo) es concebir a estas dos curvas como la intersección de un plano π y un cilindro circular recto, en este caso ambas esferas de Dandelin serían siempre iguales y tendrían el radio del cilindro seccionado.

## Prueba de la propiedad foco-directriz

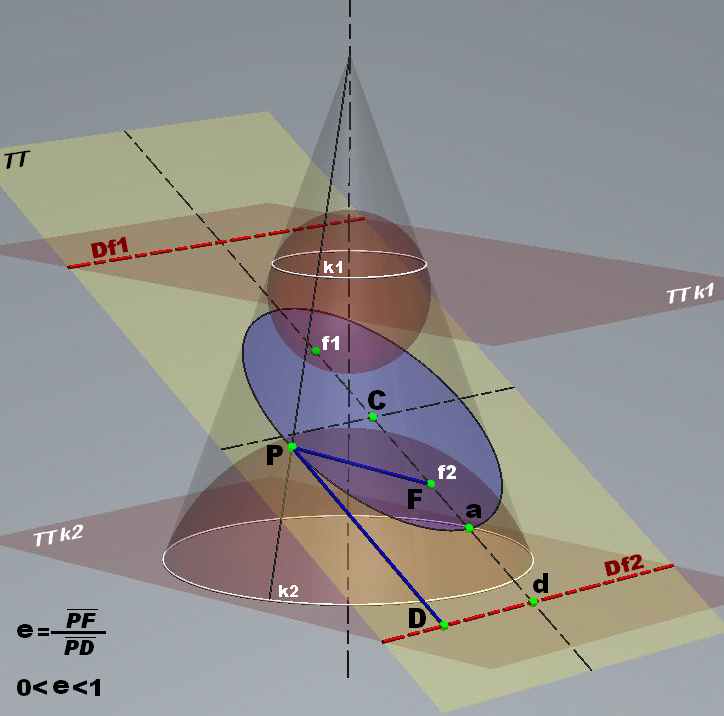
Las directrices de la elipse son las líneas (rojas) Df1 y Df2 las cuales son las intersecciones de los planos π con πk1 y π con πk2 respectivamente y e es la excentricidad de la elipse.

La recta directriz de una sección cónica se puede encontrar utilizando la construcción de Dandelin. Cada esfera de Dandelin se interseca con el cono en un círculo, cada uno de estos círculos k1 y k2 define su propio plano (πk1 y πk2), estos planos son paralelos entre sí y perpendiculares al eje del cono. Las intersecciones de estos dos planos con el plano π definirán en general dos líneas Df1 y Df2 (rojas en la figura), paralelas entre sí, perpendiculares al eje del cono y externas al cono, estas líneas son conocidas como las directrices de las secciones cónica. La parábola es un caso particular porque solo puede tener una esfera de Dandelin, y por lo tanto tendrá una sola directriz, la circunferencia es el otro caso particular dado que el plano π de intersección con el cono es paralelo a los círculos k1 y k2 y en consecuencia no se produce intersección alguna, lo que implica que la circunferencia no tiene recta directriz.
Usando de las esferas Dandelin, se puede demostrar que cualquier sección cónica es el lugar geométrico de los puntos para los que la distancia de un punto llamado foco es proporcional a la distancia de la directriz. Los antiguos matemáticos griegos como Pappus de Alejandría ya eran conscientes de esta propiedad, pero nuevamente las esferas de Dandelin permiten facilitar mucho la prueba.
Ni Dandelin ni Quetelet utilizaron las esferas focales para demostrar la propiedad foco-directriz. El primero en hacerlo fue aparentemente Morton Pierce en 1829. La propiedad de foco-directriz es esencial para demostrar que los objetos astronómicos se mueven a lo largo de secciones cónicas alrededor del Sol.